# 茂木忍
茂木忍（日语：茂木 忍，1997年2月16日—）是前日本偶像藝人，為女子偶像團體AKB48前成員，千葉縣出身。

## 經歷
2011年
- 9月24日，在AKB48第13期研究生甄选审查中合格。
- 12月8日，在AKB48劇場六周年紀念公演中首次登場演出[1]。

2013年
- 8月24日，於在東京巨蛋舉辦的“AKB48 2013盛夏的巨蛋巡回～还有许多 不得不做的事情～”演唱會上，升格為正式成員並加入峯岸Team 4[2]。

2015年
- 3月26日，於在埼玉超級競技場舉辦的“AKB48春季單獨演唱會～次期總現正修行中！～”演唱會上宣佈新的組閣人事異動，所屬隊伍由Team 4轉移到Team K[3]。
- 6月6日，於「AKB48第41張單曲選拔總選舉」中獲得16,867票，得到第57名，首次進入圈內並成為Future Girls的一員[4]。

2016年
- 6月18日，於「AKB48第45張單曲選拔總選舉」中獲得20,913票，得到第47名，成為Next Girls的一員[5]。

2017年
- 6月17日，於「AKB48第49張單曲選拔總選舉」中獲得16,393票，得到第74名，成為Upcoming Girls的一員[6]。

2018年
- 6月16日，於「AKB48第53張單曲選拔總選舉」未能進入圈內。8月13日在“AKB48家族感谢祭～榜外演唱会～”（AKB48グループ感謝祭〜ランク外コンサート〜）中發表本屆總選舉圈外成員的部分名次，茂木獲得14,445票，為第101名[7]。

2019年
- 3月28日-31日，在舞台劇“謝幕~把這份思念傳遞給你！”（カーテンコール〜この想い、届け!〜）中初次擔任主角[8]。

2020年
- 1月16日起，與村山彩希、岡田奈奈、向井地美音一起經營Youtube頻道[9]。

2022年
- 於10月19日發表的AKB48第60張單曲《久违的Lip Gloss》中，在加入AKB48將近11年後首次進入單曲選拔，打破整個48集團中最晚成為選拔成員的紀錄[10][11]。

2023年
- 1月6日，移籍至經紀公司充s[12]。
- 8月15日，在「我的太陽」公演宣布將於2024年1月畢業[13]。

2024年
- 1月19日，在AKB48劇場舉行畢業公演，正式從AKB48畢業[14]。
- 2月29日，與經紀公司充s解除合約[15]。

## 人物
- 寵物兔飼主。
- 很擅长掰手腕[16]。
- 擅長劍玉，曾在具備劍玉檢定員身份的演歌歌手三山宏的Youtube頻道以網絡連線方式出演，取得劍玉檢定五級。[17]。

### AKB48相關
- 從AKB48第10期生選拔起連續參與甄選均落選，直至第四次的第13期生才選拔合格[18]。
- 在AKB48劇場公演的自我介紹詞是「把你的心揉捏揉捏」（あなたのハートをもっぎもぎ），是由同期的篠崎彩奈提议的。
- 休息室的團長(番長)。
- AKB48中要好的成員有向井地美音。
- 憧憬的先輩是7期生前田亚美[19]。

## 參與歌曲

### AKB48單曲CD
|      | 發售日期       | 單曲名稱           | 參與歌曲名稱     | 名義             | 收錄於 | MV | 備註               |
| ---- | -------------- | ------------------ | ---------------- | ---------------- | ------ | -- | ------------------ |
| 27th | 2012年08月29日 | 格子花紋           | 那一天的風鈴     | Waiting Girl     | 劇場盤 |    |                    |
| 28th | 2012年10月31日 | UZA                | 朝向大人之路     | 研究生           | 劇場盤 |    |                    |
| 29th | 2012年12月05日 | 永遠的壓力         | 我們的Reason     |                  | 劇場盤 |    |                    |
| 30th | 2013年02月20日 | So long!           | 強大的花         | 研究生           | 劇場盤 |    |                    |
| 31st | 2013年05月22日 | 再見自由式         | LOVE修行         | 研究生           | 劇場盤 |    |                    |
| 33rd | 2013年10月30日 | 真心電流           | 清純哲學         | Team 4           | Type-4 | ★  |                    |
| 35th | 2014年02月26日 | 勇往直前           | 早看穿你的謊言   | Beauty Giraffes  | Type-A | ★  |                    |
| 36th | 2014年05月21日 | 拉布拉多獵犬       | 芳心逃脫遊戲     | Team 4           | Type-4 | ★  |                    |
| 38th | 2014年11月26日 | 希望無限           | 睜大雙眼的初吻   | Team 4           | Type-D | ★  |                    |
| 41st | 2015年08月26日 | Halloween Night    | 婚紗送給你…      | Future Girls     | Type-A | ★  |                    |
| 42nd | 2015年12月09日 | 紅唇Be My Baby     | 班花的選擇       | 玲奈七選拔       | Type-B | ★  |                    |
| 42nd | 2015年12月09日 | 紅唇Be My Baby     | 姊姊的自言自語   | Team K           | Type-B | ★  |                    |
| 44th | 2016年06月01日 | 不需要翅膀         | 哀愁小號手       | Team K           | Type-C | ★  |                    |
| 45th | 2016年08月31日 | LOVE TRIP/分享幸福 | 沒進化嘛         | Next Girls       | Type-B | ★  |                    |
| 46th | 2016年11月16日 | High Tension       | 快樂結局         | Renatchies       | Type-A | ★  |                    |
| 48th | 2017年05月31日 | 空有願望           | 明滅女人香       |                  | Type-B | ★  |                    |
| 49th | 2017年08月30日 | ＃就是喜歡你       | 月光假面         | Upcoming Girls   | Type-C | ★  |                    |
| 52nd | 2018年05月30日 | Teacher Teacher    | 末班電車之夜     | Team K           | Type-B | ★  |                    |
| 54th | 2018年11月28日 | NO WAY MAN         | 堵住耳朵!        | Team Nice fight  | 劇場盤 |    |                    |
| 57th | 2020年03月18日 | 感謝失戀           | 直到再見面的那天 |                  | Type A | ★  |                    |
| 58th | 2021年09月29日 | 一切都成Rumor      | Black Jaguar     | First Generation | 劇場盤 |    |                    |
| 59th | 2022年05月18日 | 是前男友           | Loss of time     | Team K           | Type B |    |                    |
| 60th | 2022年10月19日 | 久違的Lip Gloss    | 久違的Lip Gloss  |                  | 全版本 | ★  | A面曲 首次進入選拔 |
| 61st | 2023年4月26日  | 無論如何都喜歡你   | 無論如何都喜歡你 |                  | 全版本 | ★  | A面曲              |
| 62nd | 2023年09月27日 | 如果不是偶像的話   | 你還記得我嗎     | 2nd Campus       | Type-C |    |                    |

### AKB48專輯CD
|     | 發售日期       | 專輯標題                     | 參加歌曲標題      | 名義                    | 備註 |
| --- | -------------- | ---------------------------- | ----------------- | ----------------------- | ---- |
| 4th | 2012年08月15日 | 1830m                        | 櫻桃與孤獨        | 研究生                  |      |
| 4th | 2012年08月15日 | 1830m                        | 藍天 不會寂寞嗎？ | AKB48+SKE48+NMB48+HKT48 |      |
| 5th | 2014年01月22日 | 未來軌跡                     | Team坂            | Team 4                  |      |
| 6th | 2015年01月21日 | 這裡是羅德斯島、在這裡跳吧！ | 眼淚等一下再說    | 峯岸Team 4              |      |
| 7th | 2015年11月18日 | 0與1之間                     | 愛的使者          | Team K                  |      |

## 媒體演出

### 綜藝及節目資訊
- 《AKB48神TV》（家庭剧场） ：不定期參與。

已結束
- 《AKB48 SHOW!》（NHK）：不定期參與。
- 《AKBINGO!》（日本電視台）：不定期參與。
- 《PRODUCE 48》（Mnet；2018年6月15日－2018年7月13日，最終排名63）

## 外部連結
- AKB48官網個人資料頁（日語）
- 茂木忍的X（前Twitter）（日語）
- 茂木忍的Instagram帳戶（日語）
- YouTube上的頻道（日語）